# عدنان ضیف
عدنان ضیف (انگلیسی: Adnan Daif) بازیکن فوتبال اهل بحرین بود.
وی همچنین در تیم ملی فوتبال بحرین بازی کرده‌است.